# جي-مان (هاف-لايف)
جي-مان (بالإنجليزية: G-Man)‏ هو شخصية غامضة متكررة الظهور في سلسلة هاف-لايف لألعاب الفيديو. معروف بتصرفاته الغريبة وقدراته التي تتجاوز تلك التي يمتلكها الإنسان العادي. هويته ودوافعه لا تزال غير مبررة تماما. يلعب دور المشرف والموظِف. يراقب اللاعب مع تقدم اللعبة ويحرك الخيوط للتحكم بنتائج أحداث معينة خلال ملحمة هاف-لايف. ظهور جي-مان المتكرر في ألعاب هاف-لايف بالإضافة إلى مونولوجاته الكاشفة لبطل السلسلة غوردون فريمان توحي بأنه ذا أهمية كبيرة للاعب. طبيعته الغامضة جعلت منه رمزا لسلسلة هاف-لايف.